# Nawłoki

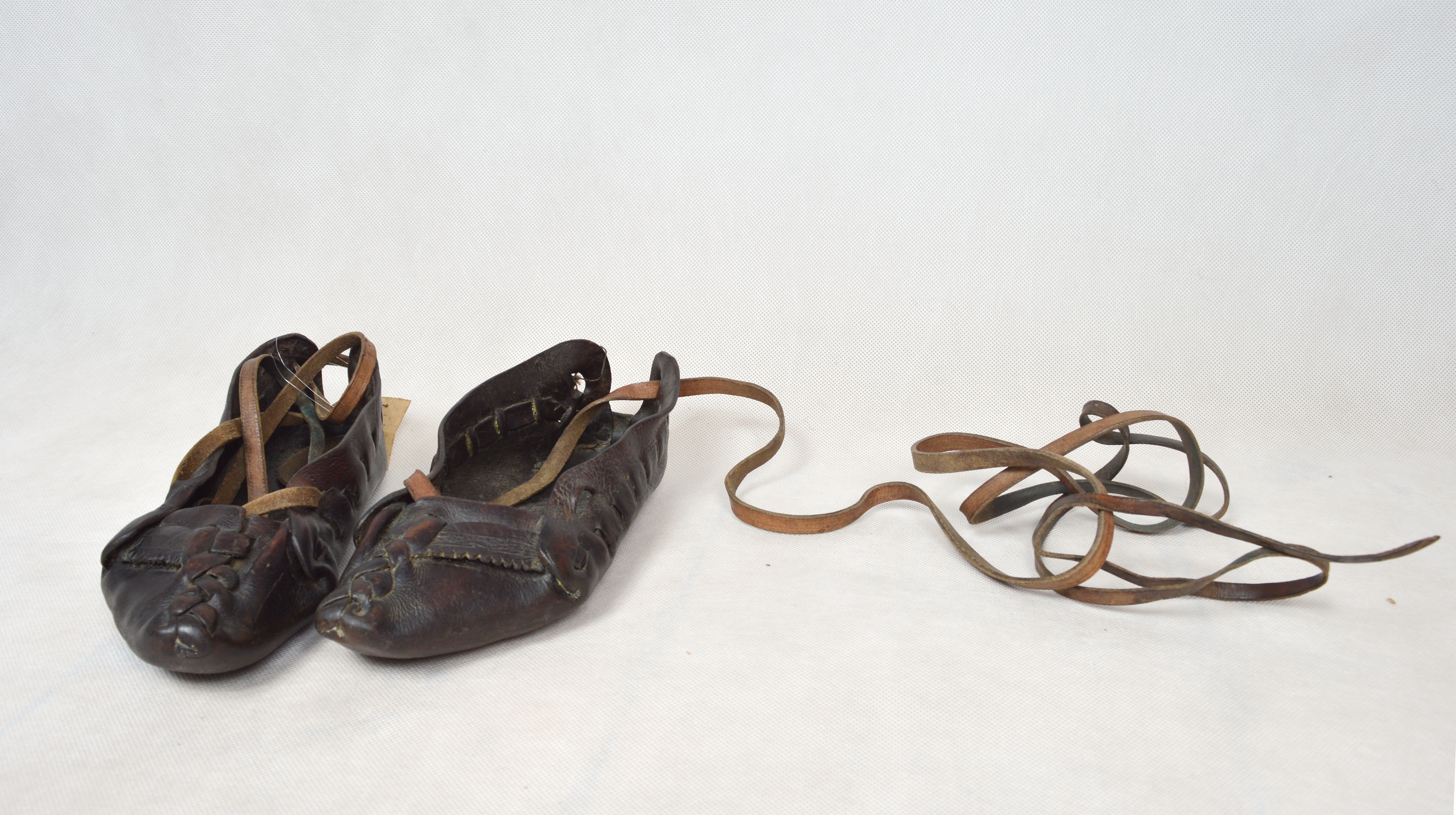
Kierpce

Nawłoki – sznurek dawniej skręcany z wełny do przywiązywania kierpców w tradycyjnym stroju góralskim. Mocowanie nawłokami buta do nogi następowało – w zależności od grupy – przed zawiązywaniem całości rzemieniami lub wymiennie.